# Hrabství Jaffa a Askalon
Hrabství Jaffa a Askalon (francouzsky Comté de Jaffa et d'Ascalon), oficiálně Hrabství Jaffa (francouzsky Comté de Jaffa), bylo jedno z vazalských panství křižáckého jeruzalémského království, podle současníka Jana z Ibelinu jedno z největších.

## Historie

Křižácké státy kolem roku 1135, na mapě vyznačen Askalon jako dějiště bitvy (1099)

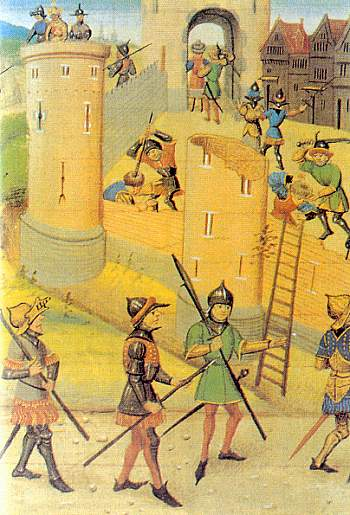
Saladin obléhá křižáky v Jaffě

Jaffa byla dobyta po první křížové výpravě Godefroiem z Bouillonu v roce 1100. O město se neúspěšně ucházel Daimbert z Pisy, první latinský jeruzalémský patriarcha. Jaffa zůstala královským majetkem dalších deset let, dokud nebyla v roce 1110 předána Hugovi z Le Puiset. Když v roce 1134 Hugo II. z Le Puiset povstal proti králi Fulkovi z Anjou, bylo jaffské panství rozděleno na mnoho menších podílů a samotná Jaffa zůstala v majetku krále. Krátce na to byla Jaffa udělena Amaurymu, mladšímu synovi krále Fulka. V roce 1153 Fulkův první syn Balduin III. dobyl předsunutou baštu fátimovské moci Askalon, a přidal ji k teritoriu svého bratra Amauryho.
Jaffa a Askalon byly předány mimo královskou moc, když jejich držitelé uzavřeli manželství, či jiné blízké příbuzenství s králem či jeho nástupci, či pokud vlastnictví přešlo přímo na nějakého člena královské rodiny. V této době se často stávalo, že byla Jaffa a Askalon předávána jednomu nebo více členům Amauryho první rodiny. V roce 1221 byla města předána králem Janem z Brienne do rukou jeho synovce Gautiera IV., když se oženil s vnučkou pozdějšího krále Amauryho II., který držel Hrabství Jaffu a Askalon po svém mladším bratrovi, králi Guyovi de Lusignan. Někdy kolem roku 1250 bylo hrabství předáno jedné z větví klanu Ibelinů. S dobytím Jaffy sultánem Bajbarsem v roce 1268 se hrabství stalo jen formálním. Titul hrabě z Jaffy a Askalonu byl znovu později udělen kyperským králem Jakubem II. Janu Perezu Fabricovi.

## Vazalská panství
Hrabství Jaffa a Askalon mělo čtyři na sobě závislá panství:
- Askalonské panství
- Ibelinské panství
- Panství Ramla
- Mirabelské panství (formálně spravované z Jaffy, ale ve skutečnosti držené Ibeliny)

## Seznam hrabat z Jaffy a Askalonu

Erby hrabat Jaffy a Askalonu
Le Puiset
Lusignanové
Aleramovci
Ibelinové

- Roger and Gerard (1100)
- V majetku krále (1100–1110)
- Hugo I. (1110–1118), první bratranec krále Balduina II.
- Albert (1118–1122), druhý manžel vdovy po Hugovi I.
- Hugh II. (1122–1134), za velezradu bylo panství konfiskováno králem
- V majetku krále (1134–1151)
- Amalrich I. (1151–1163)
- V majetku krále (1163–1176)
- William z Montferratu a Sibylla (1176–1177)
- Sibylla (1177–1180)
- Guy de Lusignan a Sibylla (1180–1186)
- Godfrey de Lusignan (1191–?), Guyův bratr
- Amalrich II. (?–1197), Guyův Bratr a pozdější král
- V majetku krále (1197–1221)
- Gautier IV. z Brienne (1221–1244), synovec Jana z Briennu a manžel vnučky Amalricha II.
- Jan z Ibelinu (1250–1266), Syn nevlastního bratra královny Isabely
- Jakub z Ibelinu (1266–1268, titulárně 1268–1276)
- Guy z Ibelinu (1276–1304)
- Hugo z Ibelinu (1304–1349)
- Balian II. z Ibelinu (1349–1352)
- Guy z Ibelinu (1352–1353)
- Balian z Ibelinu (1353–1365)
- Jan z Ibelinu (1365–1367)
- Marie z Ibelinu (s Regnierem le Petit) (1367)
- Florin (1450)
- Jacques de Flory (zemřel 1463)
- Jan Perez Fabrice
- Louis Perez Fabrice
- Georges Contaren
- N. Contaren
- Georges Contaren II. (1579)

## Galerie

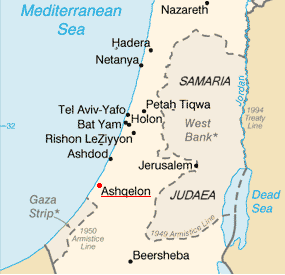
Mapa s vyznačenou polohou města Askalon
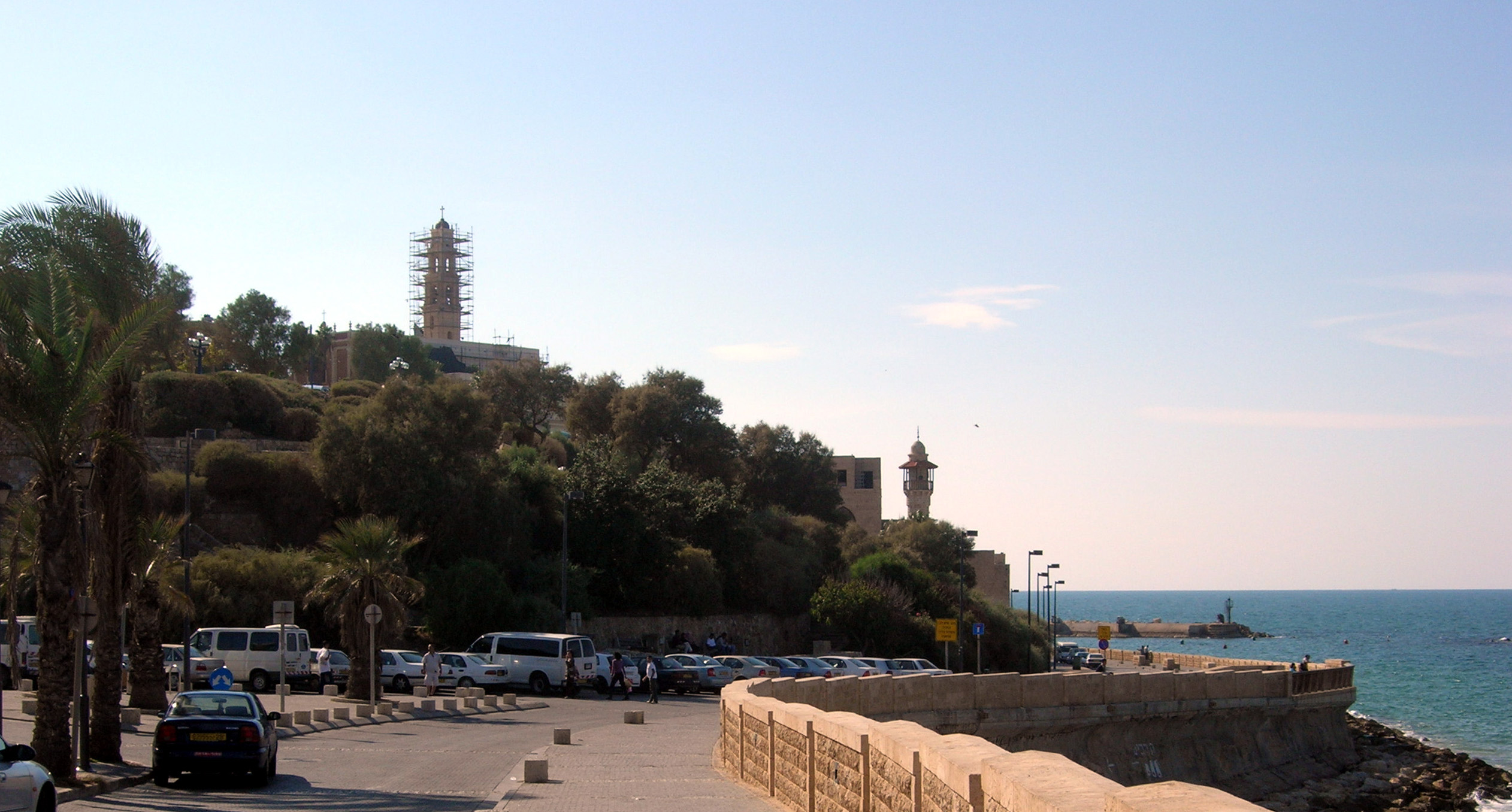
Dnešní Jaffa
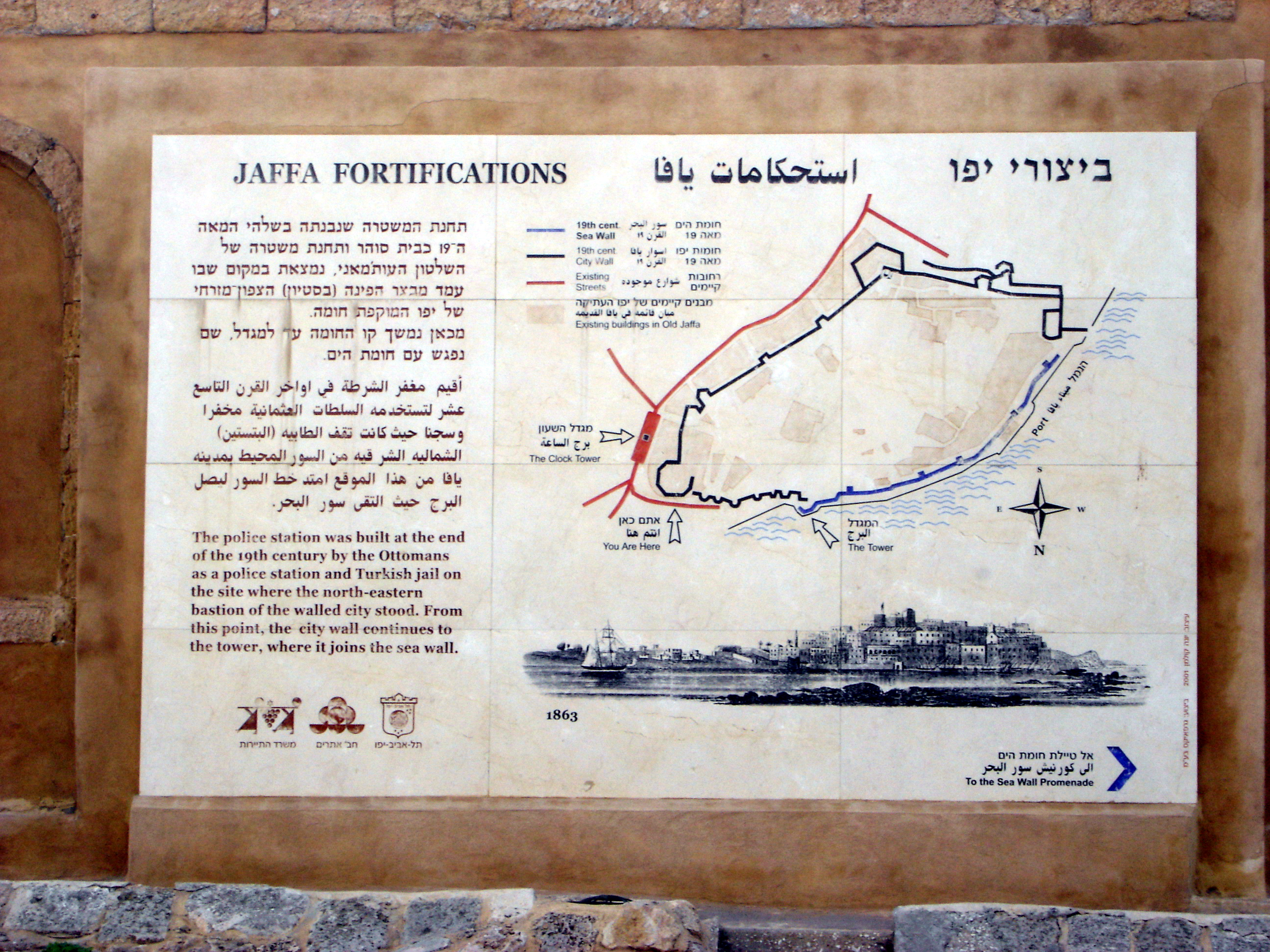
Vývěsní tabule s popisem Jaffského opevnění
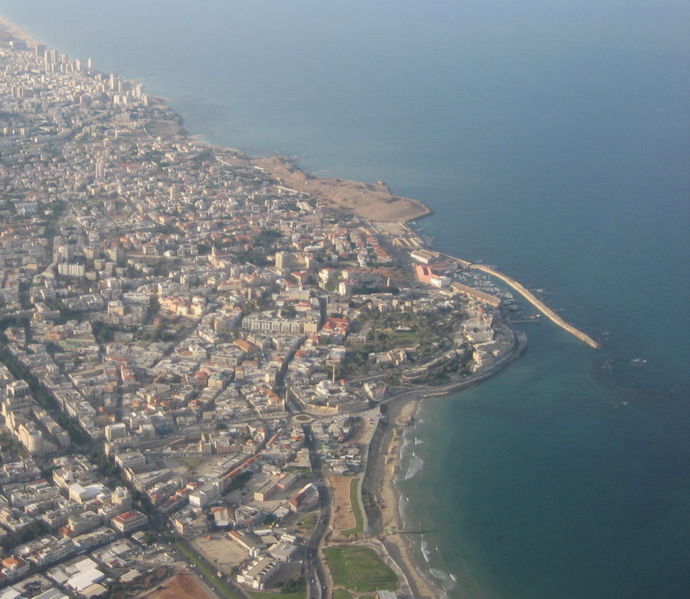
Pohled z letadla na dnešní Jaffu